# عاموس منزدورف
 عاموس منزدورف (عبری: עמוס מנסדורף‎؛ زاده ۲۰ اکتبر ۱۹۶۵) یک تنیس‌باز اهل اسرائیل است.